# Lysianopsis oculata
Lysianopsis oculata är en kräftdjursart. Lysianopsis oculata ingår i släktet Lysianopsis och familjen Lysianassidae. Inga underarter finns listade i Catalogue of Life.